# カマアシムシ
カマアシムシ（鎌脚虫）は、節足動物門六脚亜門内顎綱カマアシムシ目（原尾目、Protura）に属する動物の総称。
前脚を鎌のような形に持ち上げているところからその名がある。
内顎綱 Entognatha は昆虫に近縁でより原始的なグループで、ほかにトビムシ目とコムシ目が含まれ、昆虫とあわせて六脚類をなす。

## 特徴
主に土壌中に生息する。触角はないが偽眼（擬眼）と呼ばれる触角が退化したと思われるものがある。体は細長い。胸部にある3対の足のうち、前足を持ち上げ、その先端部分を前方に折りまげ、まるで鎌を構えたような形にしている。ただし、カマキリのように捕食用に用いるわけではなく、多くの感覚毛が並んでいる。腹部は細長く、腹部第1－3節には小さな腹脚の痕跡のような付属肢がある。また腹部の体節は成長によって増える。この様な性質は昆虫にはない。

## 生態
土壌性で、食性は菌食性で、古くは菌根食と言われていたが、最近ではもっと幅広い土壌性の菌類の菌糸に口器を突き刺して、菌糸内部から餌を吸収することが解明されてきている。
しかし、その種組成は軽微な土壌の人為攪乱にも極めて敏感に反応し、土壌中の自然環境を知る上で重要な指標になる。

## その他
日本では戦後にトビムシ目の研究者である吉井良三によって発見されたため、長らくヨシイムシという名で通っていたが、最近ではカマアシムシを全体の名として用いることが多い。
現在では多くの種が知られ、いくつかの科に分けられている。しかし、毛の配置などに特徴があるものの、その外見は全てがほぼ同じである。現在日本語で出版されているこの分類群のもっとも詳細な同定用の文献は東海大学出版会の『日本産土壌動物検索図説』である。

## 分類
- カマアシムシ亜目 Eosentomidae
  - カマアシムシ科 Eosentomide
  - ヨロイカマアシムシ科 Sinentomidae
- クシカマアシムシ亜目 Acerentomoidea
  - ヒメカマアシムシ科 Protentomidae
  - クシカマアシムシ科 Acerentomidae
- ヨロイカマアシムシ亜目 Sinentomata
  - ヨロイカマアシムシ科 Sinentomidae